# Crocidura pitmani
Crocidura pitmani là một loài động vật có vú trong họ Chuột chù, bộ Soricomorpha. Loài này được Barclay mô tả năm 1932.